# Апостол, Олег Орестович
Оле́г О́рестович Апо́стол (укр. Олег Орестович Апостол; род. 17 апреля 1987, Ивано-Франковск) — украинский военнослужащий, бригадный генерал, командующий Десантно-штурмовыми войсками Украины (с 2025), заместитель Главнокомандующего ВСУ (2024—2025), участник российско-украинской войны. Герой Украины (2024).

## Биография
Родился 17 апреля 1987 года в Ивано-Франковске. В 2008 году окончил Национальную академию сухопутных войск имени гетмана Петра Сагайдачного по специальности «Боевое применение и управление действиями подразделений аэромобильных войск».
С 2014 года принимает участие в боевых действиях на востоке Украины. Отличился в боях за Славянск, обороне Луганского аэропорта и освобождении Николаевской ТЭЦ. В 2018 году стал командиром батальона 80-й отдельной десантно-штурмовой бригады.
После начала полномасштабного вторжения России в 2022 году участвовал в обороне и освобождении населённых пунктов Николаевской области. С конца 2022 года его подразделения успешно вели оборонительные и наступательные действия в Донецкой, Харьковской и Луганской областях. С августа 2024 года 95-я бригада под его командованием участвовала в операции Сил обороны Украины на территории Курской области.
29 ноября 2024 года назначен заместителем Главнокомандующего Вооружённых Сил Украины. 26 февраля 2025 года ему присвоено звание бригадного генерала.
3 июня 2025 года назначен командующим Десантно-штурмовыми войсками Украины.

## Награды
- Звание «Герой Украины» с удостоением ордена «Золотая Звезда» (18 февраля 2024) — за личное мужество и героизм, проявленные в защите государственного суверенитета и территориальной целостности Украины, верность военной присяге[11].
- Орден Богдана Хмельницкого I степени (4 июня 2022) — за личное мужество и высокий профессионализм, проявленные в защите государственного суверенитета и территориальной целостности Украины, верность военной присяге[12].
- Орден Богдана Хмельницкого II степени (14 марта 2022) — за личное мужество и высокий профессионализм, проявленные в защите государственного суверенитета и территориальной целостности Украины, верность военной присяге[13].
- Орден Богдана Хмельницкого III степени (5 июля 2014) — за личное мужество и высокий профессионализм, проявленные в защите государственного суверенитета и территориальной целостности Украины, верность военной присяге[14].
- Крест боевых заслуг (14 октября 2022) — за личную храбрость и отвагу, проявленные в защите государственного суверенитета и территориальной целостности Украины, самоотверженное исполнение воинской обязанности[15].